# Moznaim

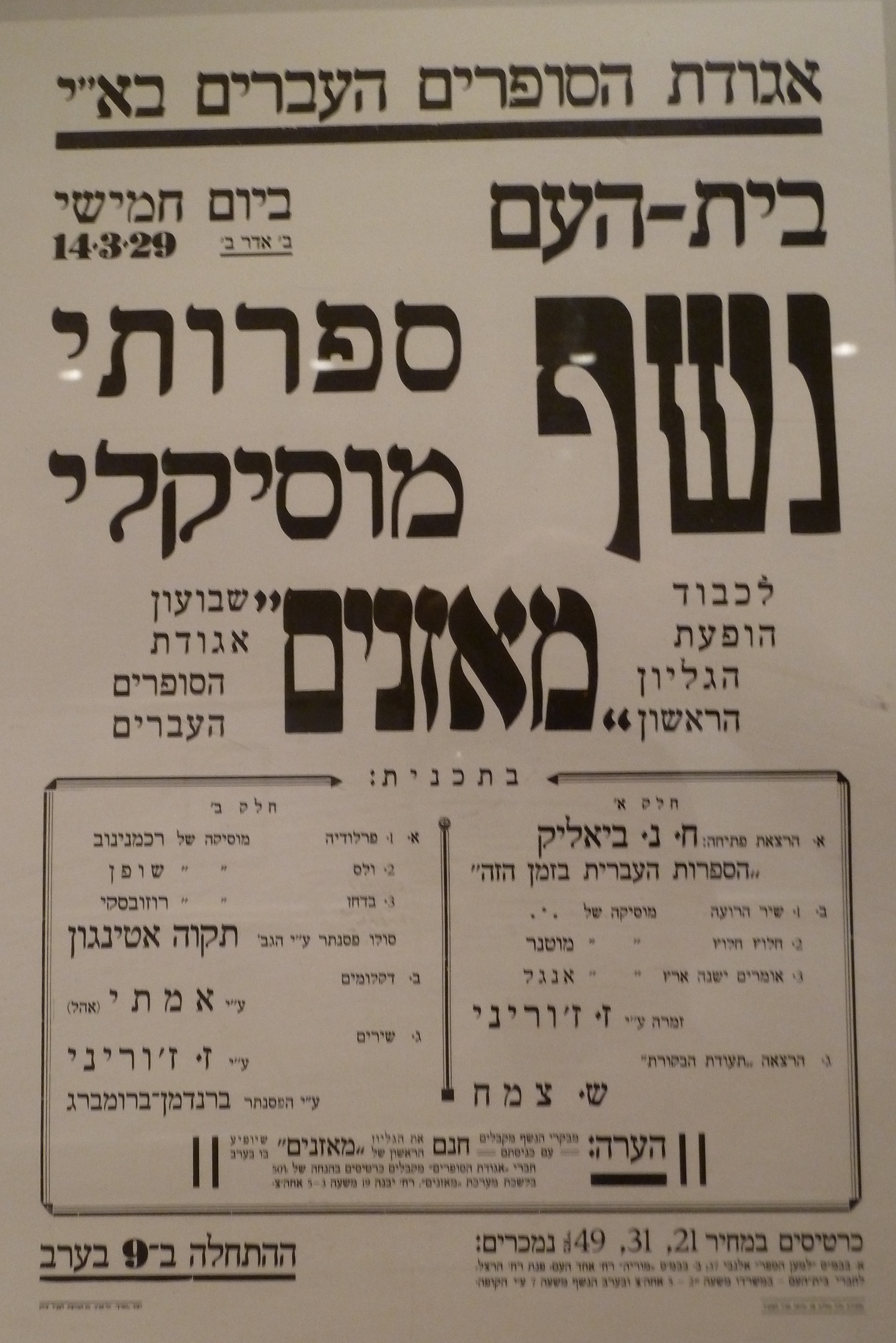
Anunț cu privire la organizarea unui bal cu ocazia lansării primului număr al revistei Moznayim, Tel Aviv, 14 martie 1929

Moznaim, ortografiată alternativ Moznayim, (în ebraică מאזנים, în traducere „Cumpăna”) este o revistă literară fondată în 1928 și publicată de Asociația Scriitorilor Ebraici din Israel.

## Istoric
Revista a fost fondată în 1928 de Asociația Scriitorilor Ebraici din Israel, după ce conducătorii acesteia (Haim Nahman Bialik, Isaac Dov Berkowitz și Fischel Lachover) au decis să retragă patronajul asupra publicației Ketuvim (1926-1933), din cauza unei polemici între membrii tineri ai asociației (Avraham Shlonsky și Eliezer Steinman) și membrii mai în vârstă cu privire la modul de exprimare al ideilor.
Primul număr al Moznaim a fost publicat la 15 martie 1929. Primii redactori șefi ai revistei au fost Isaac Dov Berkowitz și Fischel Lachover, în timp ce comitetul redacțional mai era format din Asher Barash, Jacob Fichman și Shlomo Zemach. Articolul program din primul număr al revistei, semnat de Berkowitz, expune motivul principal al înființării publicației, tendințele literare din acea vreme și conflictul care diviza mediul literar israelian: „S-a năruit integritatea internă a literaturii noastre, cea care în ultimele generații a adunat muncitorii într-o direcție comună și a făcut din ei o diviziune activă și rodnică în viața națiunii... Cei mai buni scriitori, truditorii operei literare cu intenția pură de a o înălța și de a o depăși, s-au aplecat în lateral dintr-o moliciune de neînțeles a mâinilor... Chiar și aici în Israel, în locul vitalității naturale a creației ebraice și a speranței pentru viitor, s-a răspândit flagelul degenerării... și în locul bunei intenții de a realiza o operă literară solidă, de a crește și înmulți forțele creatoare, de a educa și a dezvolta publicul evreu și de a-l ridica la cel mai înalt nivel – a intervenit mica ambiție personală”. Berkowitz adăuga că „Moznaim este prima încercare a Asociației Scriitorilor de a curăța mediul literar de spiritele rele” și făcea apel la toți scriitorii evrei din Israel și din străinătate să restabilească „integritatea internă, care a fost vătămată de ravagiile timpului”.
Revista a avut inițial o apariție săptămânală, iar din Tișrei 5694 (septembrie–octombrie 1933) până în primăvara anului 1947 a fost publicată lunar. Publicarea revistei a fost întreruptă în primăvara anului 1947 până în toamna aceluiași an, fiind reluată cu o frecvență bisăptămânală din Tișrei 5708 (septembrie–octombrie 1947) până în Nisan 5708 (aprilie–mai 1948), când a avut loc proclamarea independenței statului Israel. Revista a reapărut într-o serie nouă în anul 1955 (anul evreiesc 5715), fiind publicată lunar.
Primele numere au fost influențate de personalitatea lui Bialik și a contemporanilor săi. Moznaim a publicat în 1929 o parte a traducerii lui Bialik în limba ebraică a dramei Iulius Caesar a lui Shakespeare. Printre redactorii șefi ai revistei Moznaim care au lucrat de-a lungul anilor se numără Zevi Woyslawski (anii 1940), Jacob Steinberg, Avraham Kariv, Beniamin Yitzhak Michali, Azriel Uchmani, K.A. Bertini (1965–1970), Moshe Shamir (1972–1973), Haim Pessah, Orzion Bartana, Asher Reich, Moshe Ben-Shaul, Azriel Kaufman, Tsipi Shahrur, Dorit Zilberman, Moshe Granot (2013–2016) și Matan Hermoni (2016–2019). Redactorul șef actual, Michal Heruti, a preluat funcția în iulie 2019.
Israel Zmora, unul dintre redactorii revistei Moznaim, a comentat caracteristicile publicației în numărul jubiliar al revistei:
„Toți redactorii au vegheat mereu să existe o atmosferă specială de „echilibru” (testul „noblesse oblige”), pe care au impus-o încă de la început: o atmosferă „formală”, reținută și, într-un anumit grad, „clasică”. Această „atmosferă” a fost păstrată chiar și de redactorii care au permis să pătrundă și au deschis ușile scenei „principale” tinerilor extravaganți, dar chiar și aceștia purtau aici haine de seară, aveau o legitimitate oficială și chiar erau mândri de ea. Mereu și în toate cazurile a existat un „baraj” de cinstire a strămoșilor și un drum de țară spre „tradiție”.”—Israel Zmora, „מדוכן לדוכן: הרהורים וזכרונות עם יובל מאזנים” („De la tarabă la tarabă: Reflecții și amintiri la jubileul revistei Moznaim”), în Moznaim, nr. 5–6 (5739, mai 1979), p. 102.
Moznaim a publicat toate genurile literare: poezie, proză, eseu, critică literară, prelegeri academice, documente literare (de exemplu, scrisori) și traduceri din literatura mondială. Au colaborat atât scriitori evrei din Palestina, cât și majoritatea scriitorilor evrei din Europa de Est (până la Holocaust) și, mai târziu, scriitori evrei din Statele Unite ale Americii și din alte țări. Revista a instituit un premiu anual „Reuben Wallenrod” pentru cea mai valoroasă poezie, povestire sau eseu publicată în paginile sale.
Un număr special din anul 2011 al revistei Moznaim a fost dedicat integral literaturii române, la inițiativa scriitoarei și traducătoarei Riri Sylvia Manor și cu sprijinul financiar al unor organizații private din România și Israel. Au fost publicate acolo poezii, fragmente de proză și de eseu scrise de Constantin Abăluță, Lucian Blaga, Ana Blandiana, I.L. Caragiale, Mircea Cărtărescu, Gabriel Chifu, Dan Mircea Cipariu, Denisa Comănescu, Traian T. Coșovei, Mircea Dinescu, Gheorghe Grigurcu, Ioana Ieronim, Nora Iuga, Mircea Ivănescu, Iolanda Malamen, Nicolae Manolescu, Angela Marinescu, Ileana Mălăncioiu, Mircea Mihăieș, Alexandru Mușina, Sesto Pals, Ion Pop, Ioan Es. Pop, Nichita Stănescu, Petre Stoica, Marin Sorescu și Varujan Vosganian (Cartea șoaptelor) și traduse în ebraică de Riri Sylvia Manor, Marlene Braester, Agi Mishol, Any Shilon și Sandu David și au fost reproduse lucrări de artă realizate de Victor Brauner, Grete Csaki Copony, Marcel Iancu, Iosif Iser, Hans Mattis-Teutsch, Corneliu Michăilescu, Theodor Pallady și Camil Ressu.